# Idioma yamap
Yamap es una lengua oceánica de la provincia de Morobe, Papua Nueva Guinea.